# Symmetrische groep

Cayley-graaf van de symmetrische groep
voortbrengers

In de groepentheorie, een onderdeel van de wiskunde, is de symmetrische groep {\displaystyle S_{n}} van een eindige verzameling {\displaystyle M} met {\displaystyle n} elementen de groep van alle permutaties van {\displaystyle M}. De groepsoperatie is de samenstelling van afbeeldingen. In plaats van {\displaystyle S_{n}} wordt de symmetrische groep van {\displaystyle M} ook wel genoteerd als {\displaystyle \operatorname {Sym} (M)}. Aangezien er {\displaystyle n!} permutaties zijn van {\displaystyle n} verschillende elementen, is de orde, het aantal elementen van de symmetrische groep {\displaystyle S_{n}} gelijk aan {\displaystyle n!}.
Iedere permutatiegroep van een verzameling met {\displaystyle n} elementen is een ondergroep van {\displaystyle S_{n}}.

## Voorbeeld
De symmetrische groep {\displaystyle S_{3}} van alle permutaties van een verzameling met drie elementen, voor het gemak de verzameling {1,2,3}, bestaat uit de volgende zes permutaties:
123, 132, 213, 231, 312, 321
In cykelnotatie zijn dat:
(1)(2)(3), (1)(23), (12)(3), (123), (132) en (13)(2)  (de eerste is de identiteit)
Het product van 213 en 312 verkrijgt men door de beide permutaties achter elkaar uit te voeren: 213 o 312 = 321. In cykelnotatie: (12)(132) = (13).

## Symmetrische groep versus symmetriegroep
Het begrip 'symmetrische groep' moet wel worden onderscheiden van het begrip symmetriegroep. Zo is bijvoorbeeld {\displaystyle S_{4}}, met 24 elementen, de symmetrische groep van de verzameling hoekpunten van een vierkant, en de dihedrale groep D4, met 8 elementen, de symmetriegroep van die verzameling. De 16 permutaties, die daar het verschil tussen zijn, zijn geen isometrieën.
De groep O, met chirale octahedrale symmetrie, is isomorf met de symmetrische groep {\displaystyle S_{4}}, waarbij de elementen 1-op-1 overeenkomen met de permutaties van de lichaamsdiagonalen van de kubus.